# The Knife (musikalbum)
The Knife är den svenska gruppen The Knifes debutalbum från 2001.

## Låtlista
1. Neon
2. Lasagna
3. Kino
4. I Just Had To Die
5. I Take Time
6. Parade
7. Zapata
8. Bird
9. N.Y. Hotel
10. A Lung
11. Reindeer